# فوغ العربية (مجلة)
مجلة فوغ العربية هي النسخة العربية من مجلة الموضة الأمريكية فوغ. تصدر المجلة منذ عام 2017 ومقرها الإمارات العربية المتحدة، وتُوزّع المجلة في جميع أنحاء الشرق الأوسط.

## الخلفية
فوغ العربية هي النسخة العربية من مجلة الموضة الأمريكية فوغ. تصدر المجلة إحدى عشر مرة في السنة (كانون الثاني، شباط، آذار، نيسان، أيار، حزيران، تموز وآب معًا، أيلول، تشرين الأول، تشرين الثاني، كانون الأول). تصدر المجلة باللغتين العربية والإنجليزية.
أٌطلقَت المجلة بموجب ترخيص مع نرفورا (بالإنجليزية: Nervora)، رقميًا في عام 2016، وتلاها مجلة مطبوعة في عام 2017. وفي عام 2025، استحوذت شركة كونديه ناست على المجلة ولم تعد مرخصة.

### الدورة
معظم قراء المجلات موجودون في المملكة العربية السعودية.

### المحررون
| محرر                   | سنة البدء    | نهاية العام  | المرجع       |
| رئيس التحرير           | رئيس التحرير | رئيس التحرير | رئيس التحرير |
| ---------------------- | ------------ | ------------ | ------------ |
| دينا الجهني عبد العزيز | 2016         | 2017         | [ 2 ]        |
| مانويل أرنوط           | 2017         | 2025         | [ 3 ]        |
| رئيس المحتوى التحريري  |              |              |              |
| مانويل أرنوط           | 2025         | حاضر         | [ 3 ]        |

### الطبعات
المنشورات الشقيقة لمجلة فوغ العربية هي:
- فوغ ليفينج أرابيا (منذ 2020) [4]
- فوغ مان العربية (منذ 2017) [5]

## تاريخ

### الإطلاق، خروج عبد العزيز ووصول أرنوط (2016–2024)
أُطلقَت مجلة فوغ العربية في تشرين الأول 2016 على الموقع الإلكتروني فقط (باللغتين العربية والإنجليزية)، مما يجعلها أول نسخة من فوغ تُطلَق رقمياً أولًا. كانت الأميرة السعودية دينا الجهني عبد العزيز رئيسة تحرير المجلة منذ انطلاقها. منحت شركة كوندي ناست ترخيص اسم فوغ لشركة نرفورا الإعلامية التي يقع مقرها في دبي لإطلاق المجلة.
أطلقت المجلة نسختها المطبوعة في آذار 2017، وظهرت فيها عارضة الأزياء جيجي حديد التي التقطت إينز وفنود [الإنجليزية] صورةً لها، وقام بتصفيف شعرها براندون ماكسويل، ووصفت دينا الجهني جيجي حديد على الغلاف بأنها «في صورة واحدة متوازنة، تنقل ألف كلمة إلى منطقة كانت تنتظر لفترة طويلة جدًا حتى يتحدث صوتها في مجلة فوغ».
في 13 نيسان، وبعد صدور عددين فقط (آذار، نيسان)، فُصلت دينا الجهني، وصرحت قائلةً: «أنا فخورة بما تمكنت من إنجازه في هذه الفترة القصيرة، كان من نيتي في البداية بناء هذه النسخة المهمة والمبتكرة من مجلة فوغ منذ البداية لتصبح مجلة ناضجة تتماشى مع المجلات الأخرى في مجموعة فوغ.» بعد يوم من إعلان رحيلها، أعلن شاشي مينون (الرئيس التنفيذي لشركة نرفورا) أن مانويل أرنوط (المحرر السابق لمجلة الملخص المعماري [الإنجليزية] نسخة الشرق الأوسط ) سيكون رئيس التحرير الجديد.
في أعقاب غلاف حزيران 2018 الذي ظهرت فيه الأميرة هيفاء بنت عبد الله آل سعود، كان هناك جدل على وسائل التواصل الاجتماعي

### عصر كوندي ناست (2025-حتى الآن)
في كانون الثاني 2025، استحوذت شركة كوندي ناست على المجلة، وتحت ملكية كوندي ناست، يستمر أرنوط في تحرير المجلة الآن بصفته رئيسًا للمحتوى التحريري.

## طالع أيضًا
- مجلة فوغ، الطبعة الأمريكية التي تُنشر منذ عام 1892
- قائمة عارضات غلاف مجلة فوغ العربية

## روابط خارجية
- موقع فوغ العربية